# Luiz Martins de Souza Dantas
Luiz Martins de Souza Dantas (Río de Janeiro, 1876 – París, 1954) fue un diplomático brasileño que fue distinguido como Justo entre las Naciones por el Tribunal Supremo Israelí en junio de 2003 en su participación durante el Holocausto judío. Se calcula que ayudó a escapar de Francia a unas 800 personas, entre estas 475 judíos.

## Razón de la concesión
Bajo los oficios en la misión diplomática brasileña en Francia, durante el gobierno de Vichy durante la ocupación nazi-alemana, concedió visas hacia Brasil a varios judíos y otras minorías perseguidas por los nazis durante la Segunda Guerra Mundial. El rescate de su historia se le debe al profesor Fábio Koifman en su libro "Quixote nas trevas" (Quijote en las sombras)
Brasil tuvo su propio Oskar Schindler. Como el famoso empresario retratado en el film de Steven Spielberg, el diplomático Luiz Martins de Souza Dantas (1876-1954), embajador brasilero en París que sirvió cerca de 20 años consecutivos entre los años 1922 a 1942, fue reconocido oficialmente por el Museo del Holocausto (Yad Vashem) en Jerusalén, por haber emitido centenas de visas durante los años más duros de la represión nazi en Europa. 
Sin alarde y luchando contra recomendaciones oficiales del gobierno de Getúlio Vargas, Souza Dantas salvo comprobadamente 475 personas de morir en los campos de extermínio nazis. 
El número exacto de personas - judíos, homosexuales, comunistas y otras víctimas del nazismo - que encontraron la salvación gracias a la firma de Souza Dantas no es conocido. El historiador carioca Fábio Koifman, director de Investigaciones de la Universidad "Estácio de Sá", cree que puede pasar de mil. Fue gracias a Koifman y a su libro Quixote nas Trevas, que el diplomático fue reconocido, por unanimidad, con medio siglo de atraso, por el consejo del museo. Koifman debe ir a Jerusalén para la ceremonia en la cual el diplomático recibirá, póstumamente, honras. 
Solo 19 diplomáticos fueron reconocidos, hasta hoy, como Justos entre las Naciones (denominación dada a los que arriesgaron sus vidas para ayudar a víctimas del Holocausto). De no ser por él, el actor y teatrólogo polaco Zbignew Ziembinski, por ejemplo, nunca habría llegado a Brasil. 
Otro que habría perecido en Europa sería el brasileño, nacido en Amberes, Raphael Zimetbaum, que actualmente vive en Río de Janeiro. 
En la lista de los 19 diplomáticos justos figura una brasileña: Aracy de Carvalho-Guimarães Rosa, que fue asistente del embajador brasileño en Berlín durante la Segunda Guerra Mundial. También poco conocida, ella salvo cerca de 80 personas, emitiendo vías por cuenta propia. El hecho Souza Dantas, es considerado mayor, no por la cantidad de personas a quienes consiguió dar asilo, sino por el riesgo personal que corrió. 
Souza Dantas fue varias veces advertido por el Ministerio de Relaciones Exteriores y quedó en una especie de prisión domiciliaria alemana por 14 meses. Después de ser ordenado a parar la emisión de estas visas, él forjaría a menudo la fecha de la edición a una fecha anterior de la orden. Para la emisión de las visas omitía cualquier mención de la ascendencia judía en el historial del aspirante.
En 1942 envió una carta al Ministro de Asuntos Exteriores de Brasil Oswaldo Aranha, Souza describió que los campos instalados por los nazis eran como algo fuera del Infierno de Dante donde los judíos estaban como esclavos y posteriormente exterminados .
Escapo por poco de las penalidades de un proceso administrativo abierto personalmente por Getúlio Vargas, en octubre de 1941. El proceso no llegó hasta el fin solo porque, al año siguiente Brasil cortaría relaciones con la Alemania Nazi y Getúlio decidió olvidar el caso. 
Eitan Surkis, ministro consejero de la Embajada de Israel en Brasilia comentó:

Estamos muy felices con el reconocimiento oficial. En aquella época, pocos gobiernos estaban dispuestos a dar asilo a las víctimas de los nazis.

Después de la guerra él volvió a París en donde murió en el olvido el 14 de abril de 1954.